# Pomponio Palombo
Pomponio Palombo (Castro Santo Stefano, 1549 – Priverno, 12 marzo 1592) è stato un pittore e architetto italiano.

## Biografia
Non si conosce molto della sua vita. Nacque nel 1549 e fu attivo essenzialmente a Priverno anche se sono documentate sue opera a Siena. La sua pittura risente dell'influenza romana il cui ambiente doveva conoscere bene.
Oltre che autore degli affreschi nella concattedrale di Priverno è nota un'unica sua opera pittorica dal titolo Madonna con Bambino e angeli.
Come architetto progettò la cappella del Santo Sacramento nella concattedrale di Priverno. Gli affreschi del soffitto andare distrutti a seguito di lavori realizzati alla fine del XVIII secolo.